# Gerhard Schaffer
Gerhard Schaffer (* 1. Februar 1922 in Staré Město u Moravské Třebové (Altstadt bei Mährisch-Trübau), Okres Svitavy, Tschechoslowakei; † 19. Februar 2007) war ein deutscher Agrarwissenschaftler und Hochschullehrer. Von 1979 bis 1983 war er Präsident der Technischen Universität Braunschweig.

## Leben und Wirken
1933 wurde Schaffer Mitglied der Sudetendeutschen Volksjugend. Nach dem Schulabschluss arbeitete er zunächst mehrere Jahre in der Landwirtschaft. Zum 1. September 1940 wurde er Mitglied der NSDAP (Mitglieds-Nr. 7.736.236). Er trat ein Jahr später auch der Waffen-SS bei und besuchte zunächst die Junkerschule im Braunschweiger Schloss und später eine Panzergrenadierschule in Leschan.
Nach dem Zweiten Weltkrieg studierte er an der Technischen Hochschule Stuttgart, wo er zum Dr. agr. promovierte. Seit 1958 gehörte er der Deutschen Bodenkundlichen Gesellschaft an. Nach seiner Habilitation 1961 wurde er Privatdozent für Bodenkunde an der Landwirtschaftlichen Hochschule Hohenheim. Noch im selben Jahr wechselte Schaffer als beamteter Privatdozent für Bodenkunde an die Technische Hochschule Braunschweig. 1963 erfolgte seine Aufnahme in die Internationale Bodenkundliche Gesellschaft.
Von 1979 bis 1983 war er Präsident der Technischen Universität Braunschweig. Seine Forschungsschwerpunkte waren Bodenkunde und Kulturtechnik.

## Schriften (Auswahl)
- Veränderungen der Bodenstruktur als Folge ackerbaulicher Ma0nahmen. Ulmer, Stuttgart 1961.
- Der Abwasserschlamm, seine biologischen Abbau- und Umwandlungsprozesse im landwirtschaftlich genutzten Boden und sein Einfluß auf bodenphysikalische Eigenschaften. 1963.
- Der Einfluß der Kalkung auf das Bodengefüge. 1967.
- Die Bodenkarte. In: Veröffentlichungen der Akademie für Raumforschung, 1968, S. 29–40.
- Professor Hermann Schlichting als Hochschullehrer. In: Mitteilungen der TU Carolo-Wilhelmina zu Braunschweig 19 (1984), S. 14–15.
- (mit Edmund Handschin und Wolfgang Kaufmann): Netzleittechnik für Verteilungsnetze. Verl.- und Wirtschaftsges. der Elektrizitätswerke VWEW, Frankfurt am Main 1992.